# Sasha Hostyn
Sasha Hostyn, ook bekend onder de naam Scarlett, is een Canadese professionele StarCraft-speler.
Sasha Hostyn begon met spelen in toernooien in 2011. In 2013 haalde ze de 21ste plaats op de internationale ranglijst in StarCraft. Midden 2014 haalde Hostyn de eerste plaats in zeven toernooien, waarmee ze destijds de op één-na-meest betaalde vrouwelijke gamer was. Sinds ze in toernooien begon te spelen heeft ze meer dan $110.000 gewonnen. Het Guinness Book of Records benoemde haar tot de vrouwelijke competitieve gamer met het meeste gewonnen prijzengeld op 5 oktober 2016. In de periode 2012-2015 heeft ze verschillende bijnamen waaronder "Queen of StarCraft II" en "Korean Kryptonite" gekregen.
In februari 2015 stopte Hostyn tijdelijk met StarCraft II en ging over naar Dota 2. In juni 2015 keerde ze terug naar StarCraft II.
Hostyn is een transgender vrouw, wat tot lastiggevallen worden en intimidatie geleid heeft. Ze zegt zelf dat haar genderidentiteit geen relevantie heeft op hoe ze speelt en dat ze er geen probleem van wil maken.